# Belfort van Binche
Het Belfort van Binche is het historische belfort uit de 14de-16de eeuw in de Waalse stad Binche. Het is tegelijk de toren van het stadhuis.
De toren staat op de lijst van 56 belforten in België en Frankrijk die als werelderfgoed zijn erkend door UNESCO.